# Назаренко Сергій Васильович
Сергі́й Васи́льович Наза́ренко — старший лейтенант Збройних сил України, учасник російсько-української війни.

## Життєпис
Має педагогічну освіту, вчитель фізичної культури.
Служить в армії з 2005 року. До цього працював у недержавній охороні.
26 травня 2014 брав участь у першому бою в Донецькому аеропорту.
20 січня 2015 року важко контужений пішки вивів групу десантників з-під обстрілу після підриву броньованої машини, на якій вони їхали на допомогу тим, хто залишався під завалами у новому терміналі Донецького аеропорту. За це він нагороджений орденом «Народний Герой України». На той час служив у 13-му окремому десантно-штурмоврму батальйоні імені Героя України полковника Тараса Сенюка 95 ОДШБр.
На момент лютого 2022 року служив у Командуванні Десантно-штурмових військ. Обіймав посаду офіцера інформаційно-аналітичного відділу управління розвідки.
У березні 2022 року визволяв Макарів на Київщині. 7 березня 2022 постраждав від авіаудару, дістав множинні переломи, найбільш серйозна травма — перелом тазу. Повернувся на службу 10 червня 2022, не відновившись повністю.
13 лютого 2023 перевівся на посаду начальника розвідки 47 ОМБр. 15 лютого разом з бригадою вилетів у Німеччину, де відбулася підготовка штабів і батальйонів. 
У липні 2023 року після ракетного обстрілу по штабу 47-ї бригади 25 годин був затиснутий під бетонною плитою будівлі в Оріховому. Після визволення з-під завалів потрапив у Запоріжжя на діаліз та під апарат ШВЛ. Проходив реабілітацію у Дніпрі, Києві, Львові.

## Нагороди
- 14 серпня 2014 року — за особисту мужність і героїзм, виявлені у захисті державного суверенітету та територіальної цілісності України, вірність військовій присязі під час російсько-української війни, відзначений — нагороджений орденом «За мужність» III ступеня.
- 12 жовтня 2016 року — за вагомий особистий внесок у зміцнення обороноздатності Української держави, мужність, самовідданість і високий професіоналізм, виявлені під час бойових дій та при виконанні службових обов'язків, відзначений — нагороджений орденом «За мужність» II ступеня.
- 7 травня 2016 року — нагороджений орденом «Народний Герой України» (наказ від 07.05.2016 року № 16).